# Nußbaum (Odenthal)
Nußbaum ist ein Ortsteil in Oberodenthal in der Gemeinde Odenthal im Rheinisch-Bergischen Kreis. Er liegt nordöstlich von Eikamp in einer Seitenstraße der Alten Wipperfürther Straße an der Grenze zu Kürten.

## Geschichte
Die älteste schriftliche Urkunde für den Hof Nußbaum stammt aus dem Jahr 1363. Darin heißt es, dass ein Hof „boeven zu Blecheren“ der Abtei Altenberg jährlich sieben Schillinge zu zahlen hatte, und zwar von einem Stück Ackerland, das hinter dem Hof „am Nußbaum“ lag. Im Register der Mitglieder der Bruderschaft von 1513 werden im Odenthaler Bruderschaftsbuch Gottschalk zu Nußbaum und seine Frau Katharina aufgeführt.
Aus der Charte des Herzogthums Berg 1789 von Carl Friedrich von Wiebeking geht hervor, dass Nußbaum zu dieser Zeit Teil der Honschaft Bechen im Kirchspiel Kürten im Landgericht Kürten war. Er benennt den Ort als Nußbaum.
Unter der französischen Verwaltung zwischen 1806 und 1813 wurde das Amt Steinbach aufgelöst und Nußbaum wurde politisch der Mairie Kürten im Kanton Wipperfürth  im Arrondissement Elberfeld zugeordnet. 1816 wandelten die Preußen die Mairie zur Bürgermeisterei Kürten im Kreis Wipperfürth. Nußbaum gehörte zu dieser Zeit zur Gemeinde Bechen.
Der Ort ist auf der Topographischen Aufnahme der Rheinlande von 1824, auf der Preußischen Uraufnahme von 1840 und ab der Preußischen Neuaufnahme von 1892 auf Messtischblättern regelmäßig als Nußbaum verzeichnet.
1895 hatte der Ort vier Wohnhäuser und 21 Einwohner. 1905 besaß der Ort vier Wohnhäuser und 17 Einwohner.
1927 wurden die Bürgermeisterei Kürten in das Amt Kürten überführt. In der Weimarer Republik wurden 1929 die Ämter Kürten mit den Gemeinden Kürten und Bechen und Olpe mit den Gemeinden Olpe und Wipperfeld zum Amt Kürten zusammengelegt. Der Kreis Wipperfürth ging am 1. Oktober 1932 in den Rheinisch-Bergischen Kreis mit Sitz in Bergisch Gladbach auf.
1975 kam Nußbaum aufgrund des Köln-Gesetzes zur Gemeinde Odenthal.